# Nikolaus II. (Papst)

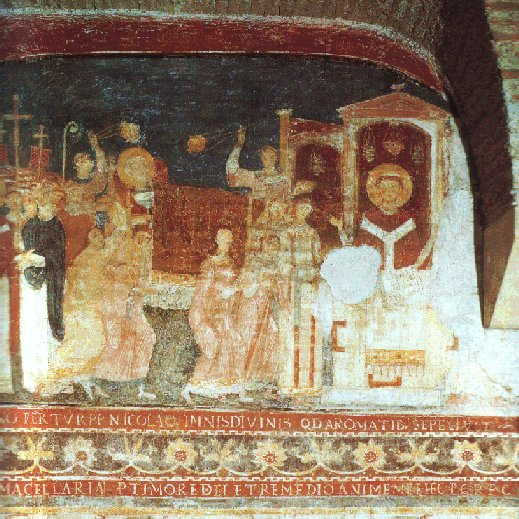
Papst Nikolaus II. (rechte Figur mit Heiligenschein unter dem Baldachin) auf einem mittelalterlichen Fresko im Kloster San Clemente (Rom)

Nikolaus II., ursprünglich Gerhard von Burgund (* zwischen 990 und 995 vermutlich in Savoyen; † 19., 20. oder 27. Juli 1061 in Florenz), war Papst vom 6. Dezember 1058 bis zu seinem Tod.

## Lebensweg und die Wahl zum Papst
Gerhard von Burgund wurde zwischen 990 und 995 als Kind der Savoyer Adelsfamilie Chevron Villette geboren, die im Château de Chevron bei Mercury residierte.
Erstmals wird er 1045 als Bischof von Florenz erwähnt. Als Papst Stephan IX. am 29. März 1058 in Florenz gestorben war, wurde von der toskanischen Partei in Rom sofort Johann Mincius, der Bischof von Velletri, als Benedikt X. zum Papst ernannt. Diese Ernennung widersprach dem Willen des verstorbenen Papstes, der auf seinem Sterbebett ausdrücklich bestimmt hatte, mit der Wahl des neuen Papstes solange zu warten, bis der Subdiakon Hildebrand von seiner Reise nach Deutschland zurückgekehrt sei.
Die Kardinäle, die gegen diese Wahl protestierten, mussten aus Rom fliehen. Nach der Rückkehr Hildebrands und auf dessen Betreiben wählten diese, nachdem auch die Zustimmung des deutschen Hofes eingetroffen war, vermutlich am 6. Dezember 1058 (daher der Papstname) Gerhard in Siena zum neuen Papst Nikolaus II. Auf dem Weg nach Rom wurde eine Synode in Sutri unter dem Schutz des toskanischen Markgrafen Herzog Gottfried III. (des Bärtigen) und des deutschen Reichskanzlers abgehalten. Benedikt wurde aus Rom vertrieben und Nikolaus II. schließlich am 24. Januar 1059 in Rom inthronisiert.

## Lateransynode 1059
Zu Ostern 1059 wurde im Lateran ohne deutsche Beteiligung eine Synode abgehalten, um künftige Papstwahlen besser regeln zu können. Ergebnis war das sogenannte Papstwahldekret, mit der auch Nikolaus’ eigene Wahl nachträglich legitimiert werden konnte. Das Dekret knüpfte die Wahl noch ausdrücklich an die – freilich sekundäre – Zustimmung des kaiserlichen Hofes.
Des Weiteren wurden auf dieser Synode Erlasse gegen Simonie und Laieninvestitur erarbeitet. Priester sollten an den Stiftskirchen, für die sie geweiht waren, mit den anderen Kanonikern gemeinsam leben, essen und schlafen, um auf diese Weise durch Aufgabe ihres persönlichen Besitzes und durch asketische Lebensführung eine moralische Erneuerung des priesterlichen Lebens herbeizuführen. Priestern, denen ein „notorisches Konkubinat“ nachgewiesen werden konnte, sollte auch die Feier der Messe untersagt werden.
Diese Beschlüsse wurden von den sogenannten „Reformern“ begrüßt, deren wichtigster Repräsentant Petrus Damiani war, die dadurch das Seelenheil der Menschen in besseren Händen sahen. Auch Hildebrand propagierte als Ziel des Reformpapsttums das Modell einer „Urkirche“, in der es keine Zwietracht gebe, weil die ganze Christenheit in karitativer Liebe miteinander verbunden sein werde. Zur Leitfigur dieser geistlich-moralischen Reform stieg der heilige Augustinus auf, dessen Lebensregeln zur Grundlage dieses neuen Ordnungsentwurfs wurden.

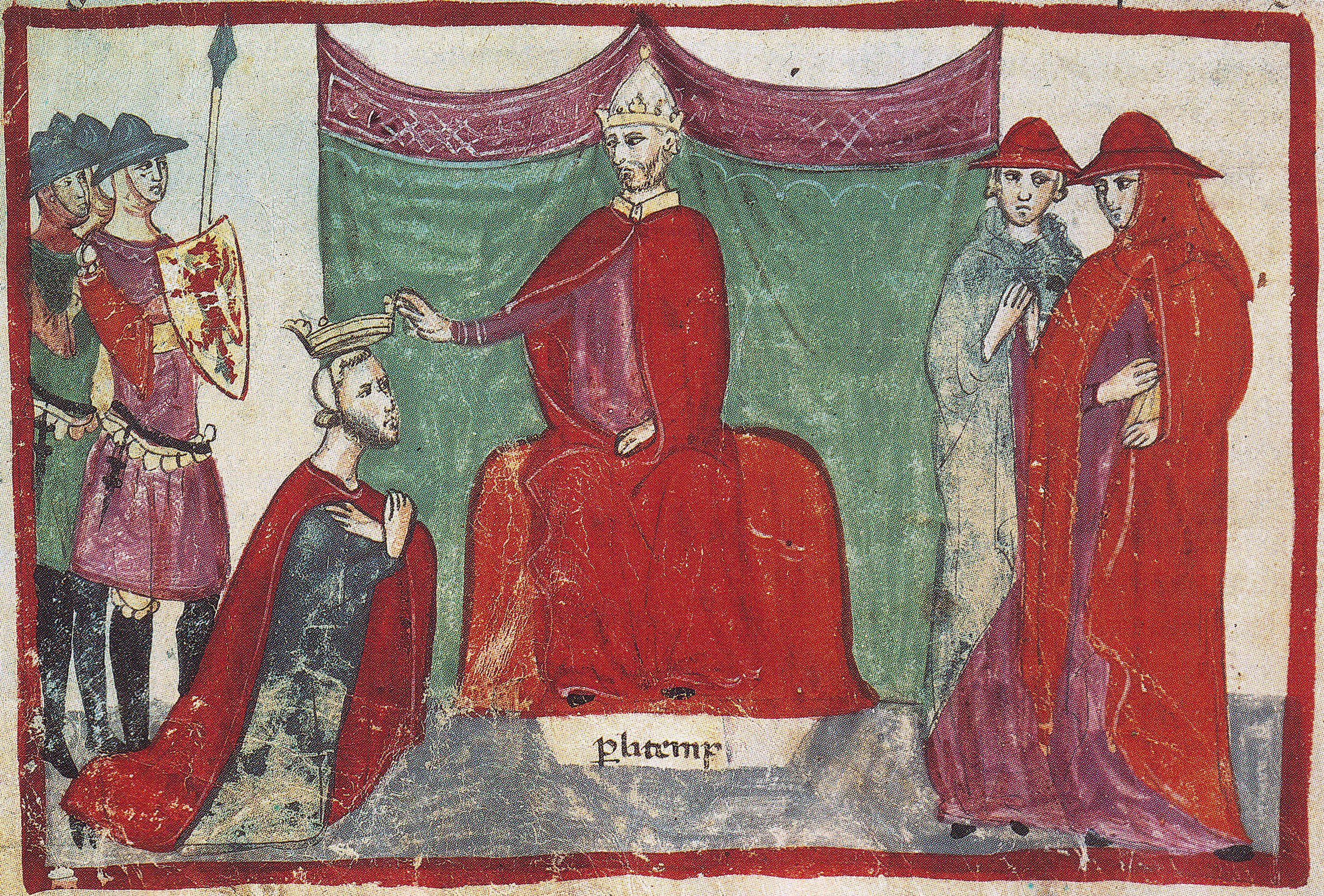
Papst Nikolaus II. krönt Robert Guiscard (kniend) zum Herzog (Darstellung aus der Nuova Cronica des Giovanni Villani, 14. Jhd.)

## Politik gegenüber den Normannen
Als Bündnispartner zur Bekämpfung des Gegenpapstes konnte Nikolaus II. mit tatkräftiger Unterstützung Hildebrands die zuvor feindlich gesinnten Normannen in Unteritalien für sich gewinnen. Der Normanne Richard von Aversa wurde als Fürst von Capua bestätigt. Dafür konnte auf normannische Truppen zur Bekämpfung Benedikts in der Campania zurückgegriffen werden.
Im Juli und August 1059 wurde schließlich in Melfi, der Hauptstadt Apuliens, eine Synode abgehalten, auf der er den Normannen Robert Guiscard unter Hinweis auf päpstliche Rechtstitel mit Apulien, Kalabrien und Sizilien für den Fall der Rückeroberung von den Sarazenen belehnte. Im Gegenzug verpflichtete sich dieser unter anderem zu Tributzahlungen an den Papst und der Verteidigung des römischen Bischofssitzes sowie der Gewährleistung freier Papstwahlen. Richard von Aversa, mit dem eine ähnliche Vereinbarung getroffen wurde, wurde für seinen Lehnseid auf Nikolaus als Fürst von Capua bestätigt und somit nominell Robert Guiscard gleichgestellt.
Nach seiner Rückkehr konnte Nikolaus schließlich Benedikt mit Hilfe der Normannen schlagen und im Herbst 1059 zur Kapitulation zwingen.

## Das Verhältnis zum deutschen Hof
Das Verhältnis zum deutschen Hof war durch die Ereignisse des Jahres 1059 stark getrübt worden. Die Lehnsvergabe an die Normannen sowie die Einschränkung des kaiserlichen Rechts zur Papsternennung auf ein vom Papst gewährtes Privileg und die weitere Einschränkung, dass jeder kaiserliche Nachfolger dieses Recht persönlich bestätigt erhalten sollte, schwächte den Einfluss des Kaisers in Italien empfindlich. Aber mit der normannischen Unterstützung im Rücken konnte Nikolaus diese Bestimmung auf einer Synode im Lateran 1060 erneuern. Diese Vorgehensweise rief beim deutschen Hof große Verärgerung hervor, so dass man im gleichen Jahr eine Reichssynode in Deutschland einberufen ließ, auf der die Reichsbischöfe alle Anordnungen von Nikolaus für ungültig erklärten. Nikolaus ließ sich dadurch jedoch nicht einschüchtern und berief 1061 ein weiteres Konzil ein, auf dem die Erklärungen von 1059 nochmals bekräftigt wurden.

## Tod
Nikolaus starb am 27. Juli 1061 (nach anderen Quellen am 19. oder 20. Juli) in Florenz. Begraben wurde er in der dortigen Kathedrale. Sofort nach dem Bekanntwerden seines Todes schickte der römische Adel eine Delegation zum deutschen Hof, die bei Kaiserin Agnes um Unterstützung für ihren Kandidaten warb. Währenddessen wählte jedoch das Kardinalskollegium im Lateran am 30. September 1061 Anselm von Lucca zum Papst Alexander II. Durch das Reichsepiskopat und Kaiserin Agnes wurde (wahrscheinlich ohne Wissen von den Vorgängen in Rom) Pietro Cadalus von Parma als Honorius II. (Gegenpapst) zum neuen Papst ernannt und am 28. Oktober 1061 auf einem Hoftag in Basel feierlich bestätigt. Dieses Schisma der katholischen Kirche mit zwei Päpsten wurde erst am 31. Mai 1064 auf der Synode von Mantua beseitigt, die Honorius für abgesetzt erklärte und in den Bann tat.
Nikolaus II. galt als kultivierter und moralisch untadeliger Kirchenmann, blieb aber im Urteil von Zeitgenossen im Schatten seiner Berater, zu denen glänzende Persönlichkeiten der Reformpartei wie Hildebrand, Humbert von Silva Candida und Petrus Damiani gehörten.